# Онегина, Дарья Сергеевна
Да́рья Серге́евна Оне́гина (урождённая — Деме́нтьева, род. 13 октября 1989, Алапаевск) — российская телеведущая, журналистка. Телеведущая и автор материалов информационной программы «Новости» на телеканале «RTVi» (с 2021 года). Бывшая ведущая информационных программ на телеканалах «360°» (2014—2018) и «Мир» (2018—2019), «Новости» на телеканале «РЕН ТВ» (2019—2021). Финалистка конкурса «Мисс Россия 2007».

## Биография
Родилась 13 октября 1989 года в Алапаевске, Свердловская область. Отец — Сергей Павлович Дементьев (1955—2008), майор ракетных войск стратегического назначения. Мать — Наталья Павловна Дементьева (род. 1963), учительница русского языка и литературы, руководитель одного из филиалов «Школы скорочтения Васильевой Л. Л.» в Екатеринбурге. В детстве Дарья часто переезжала вместе с семьёй. Жила в Алапаевске, Донецке, Хмельницком, Каменск-Уральском, Екатеринбурге. Окончила гимназию № 120 в Екатеринбурге. 
В 2006 году стала самой молодой победительницей конкурса «Мисс Екатеринбург».
В 2007 году вошла в Топ-10 конкурса «Мисс Россия».
В 2007 году поступила в Уральский государственный архитектурно-художественный университет. После смерти отца в 2008 году переехала в Москву, поступила на факультет журналистики Московского государственного университета, который окончила в 2013 году. 

## Карьера
В 17 лет увлеклась журналистикой. Писала статьи для газет «Вечерний Екатеринбург», «Уральский рабочий», снимала сюжеты для уральского телеканала «41-Домашний». В 2008 году стала ведущей программы «Полезный Вечер» и «New Hollywood Look» на том же канале.
После окончания МГУ Дарья вернулась в Екатеринбург и стала новостным корреспондентом на телеканале «41-Домашний».
В 2014 году снова уехала в Москву, где продолжила карьеру новостного корреспондента на телеканале «360°», позже работала там обозревателем и ведущей.
В 2018 году стала телеведущей на телеканале «Мир». Вела выпуски программ-интервью «Мнение», «Культ личности», «Евразия дословно» и информационные выпуски программы «Новости».
В марте 2019 года вела авторский проект «Самосуд» на YouTube.
В середине 2019 года перешла на канал «РЕН ТВ» в качестве телеведущей и журналистки. Является автором и ведущей выпусков новостей, выходящих с 7 до 9 утра.
При этом продолжает работать корреспондентом и снимать новостные сюжеты. Стала первым российским журналистом, который оказался у здания парламента Грузии во время попытки штурма в июне 2019 года, все четыре дня митингов вела репортажи с места событий.
Также работает модератором пресс-конференций в МИЦ «Известия». 

## Кино
Во время учёбы в университете Дарья работала помощником режиссёра в кино. Сыграла несколько ролей второго плана в телесериалах: вторая работница в сериале «Жуков» (2011), старший лейтенант Галина Гусева в сериале «Истребители» (2013), телеведущая в третьем сезоне сериала «Мамочки» (2016).

## Личная жизнь
Замужем за креативным директором Евгением Онегиным. 
В 2017 году участвовала в чемпионате Москвы «Гонка Героев» и шоу «Пабличные игры».
 